# Ještěd
Lo Ještěd è una montagna della Repubblica Ceca centrale nei pressi di Liberec. La vetta principale tocca i 1.012 metri. Sulla sua sommità sorge l'omonima torre per le telecomunicazioni, simbolo della città.
Il monte ha ospitato alcune gare dei Campionati mondiali di sci nordico 2009. Sulle sue pendici sorge l'omonimo trampolino.